# Mario Traversoni
Mario Traversoni (Codogno, 12 de abril de 1972) es un ciclista italiano ya retirado que fue profesional desde 1996 a 2002.

## Palmarés
1996
- 2.º en el Campeonato de Italia en Ruta

1997
- 1 etapa del Tour de Francia
- 1 etapa de la Tirreno-Adriático
- 1 etapa de la Semana Catalana

1998
- Clásica de Almería
- 1 etapa de la Vuelta a Murcia

1999
- 1 etapa de la Sea Otter Classic

2000
- 1 etapa del Gran Premio Jornal de Noticias

## Resultados en las grandes vueltas
| Carrera         | 1996 | 1997  | 1998 | 1999  | 2000 | 2001 |
| --------------- | ---- | ----- | ---- | ----- | ---- | ---- |
| Giro de Italia  | Ab.  | Ab.   | -    | -     | -    | -    |
| Tour de Francia | Ab.  | 100.º | 95.º | -     | -    | -    |
| Vuelta a España | -    | -     | -    | 100.º | Ab.  | -    |
| Mundial en Ruta | -    | -     | -    | -     | -    | -    |

-: no participa

Ab.: abandono

## Equipos
- Carrera (1996)
- Mercatone Uno (1997-1998)
- Saeco Macchine per Caffé- Cannondale (1999)
- Jazztel-Costa de Almería (2000)
- LA-Pecol (2001)
- Mobilvetta Design-Formaggi Trentini (2002)